# Transpadana Ferrarese
La Transpadana Ferrarese, est une région historique d'Italie d’environ 370 km² constituée d’une série de localités sur la rive gauche du Fleuve Pô, aujourd’hui en province de Rovigo, mais historiquement liés à la cité de  Ferrare, qui se trouve par contre sur la rive droite du fleuve.

## Géographie
La Transpadana correspondait à deux zones comprises entre le fleuve Tartaro et le Pô.
- La première zone, dont  limite fut celle du canal d’Ostiglia à l’ouest, sur le fleuve Tartaro au nord et sur le canal Poazzo à l’est ; se trouve exactement en face de Ferrare et correspond aux communes comprise entre Melara et Canaro, incluant  Castelmassa, Calto, Salara, Ficarolo, Gaiba, Stienta, Occhiobello (étroitement liée à la périphérie de Ferrare) et une partie des autres communes dont Fiesso Umbertiano.
- La seconde zone comprenait des communes actuelles de Crespino, Papozze, Ariano nel Polesine, Corbola, une partie de la commune de Adria et Villanova Marchesana.

## Étymologie du nom
Le nom est composé du préfixe trans- qui signifie au delà et de padana qui est l’adjectif qui fait référence au fleuve Pô (Padus) ; le tout signifiant donc territoire au-delà du Pô.

## Histoire

### Prologue
À l'époque médiévale toute la Polésine entrait dans l’orbite ferraraise, comme une  partie du plus vaste domaine des comtes de Canossa, qui comprenait aussi les zones de Oltrepò mantovano, de la province de Modène et de la province de Reggio d'Émilie.
À la mort de Mathilde de Toscane, la cité de Ferrare maintint le contrôle sur la Polésine.
D'ailleurs la naissance même de Ferrare et ses premiers essors sont étroitement liés au Pô et au contrôle du commerce fluvial dans la zone du Delta.
La rupture de Ficarolo de 1152 dévia le bras principal du Pô plus au nord, éloignant la cité de Ferrare qui y avait accès. La politique patrimoniale de la maison d'Este, au pouvoir à Ferrare depuis 1264, maintint le lien entre la cité et la Polésine.

### De 1484 à 1815

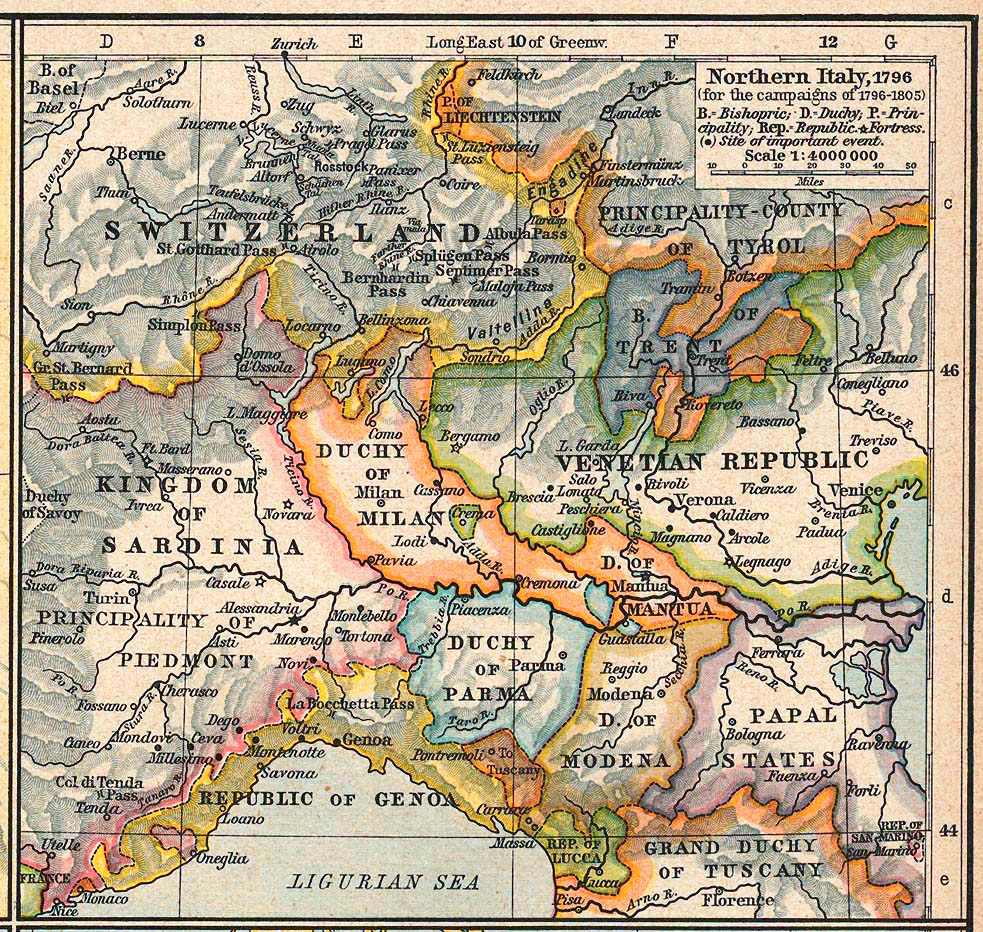
Carte de l'Italie septentrionale en 1796, où l’on voit deux zones en rive gauche du Pô qui faisaient partie de la Transpadana Ferrarese

Malgré cela, le territoire tomba dans les ambitions de la république de Venise, dont la politique d’expansion sur la terre ferme était aussi due à la nécessité de contrôler le bassin hydrographique du Delta du Pô.
La querelle entre le duché de Ferrare, conduit par la maison d’Este, et Venise pour le contrôle de la Polésine mena à la guerre du Sel (1482-1484).
La paix de Bagnolo (7 août 1484) donna le contrôle définitif à la Sérénissime de la majeure partie de la Polésine dite de Rovigo, sauf le territoire resté à la maison d’Este et qui fut appelé Transpadana Ferrarese.
Quelques localités furent séparées en deux et gardent encore aujourd’hui leur toponyme (ex : Guarda Veneta et Guarda Ferrarese).
La Transpadana resta au Duché de Ferrare (qui à partir de 1598 fit partie du domaine des États pontificaux) jusqu’à la réorganisation réalisée par Napoléon Bonaparte, qui en 1796, redessina les confins des départements de cette région ; le traité de Campo-Formio imposa comme confins : le Pô de la Fossa Polesella jusqu’à l’embouchure, en suivant le cours du bras principal où Po Grande, englobant la seconde zone de la Transpadana dans la province de Rovigo qui passa, avec toute la Vénétie, sous l’empire d'Autriche.
Par contre, la première zone passa, avec le territoire de Ferrare, dans la République cisalpine.
En 1802, au cours de la campagne de Napoléon, la  Polésine de Rovigo passa du Vénétie (sous l’Autriche) à la République italienne, puis avec la province de Ferrare passa à la province de Ravenne et à la Transpadana Ferrarese, constituant le département du Bas-Pô.
En 1815, le congrès de Vienne définit le Pô comme frontière entre le royaume de Lombardie-Vénétie et les États pontificaux, entérinant le passage définitif de la Transpadana Ferrarese sous la province de Rovigo.
En 1819, l’Église catholique prit acte des nouvelles frontières par un échange de territoires entre les diocèses d’Adria et de Ferrare.
Le confins entre les provinces de Rovigo et de Ferrare fut confirmé en 1866, quand la Vénétie passa à l’Italie au terme de la troisième guerre d'indépendance italienne.

## Sources
- (it) Cet article est partiellement ou en totalité issu de l’article de Wikipédia en italien intitulé « Transpadana Ferrarese » (voir la liste des auteurs).